# 金原亭馬生 (初代)
初代 金原亭 馬生（きんげんてい  ばしょう、？ - 1838年8月26日）は、落語家。俗称を銀次郎。号は家猿、牡丹。実弟は歌舞伎役者の4代目坂東三津五郎。
初代三遊亭圓生に入門し、三遊亭圓遊を名乗り、後に初代金原亭馬生襲名。道具入芝居掛続物の元祖となった。弟の4代目三津五郎や2代目關三十郎の物真似が得意だったという。
天保時代には大名屋敷に呼ばれ余興で噺家による芝居を上演しておりこれが鹿芝居のルーツといわれている。

## 一門弟子
弟子は馬派と呼ばれた。
- 初代五明楼玉輔（元2代目金原亭馬生）
- 2代目鈴々舎馬風
- 初代隅田川馬石
- 初代小金屋馬之助、後に歌舞伎役者に転じた。
- 2代目馬之助
- 初代蝶花楼馬楽
- 馬好
- 初代浅草亭馬道
- 山亭馬久二

らがいた。